# Philipp Degen
Philipp Degen (* 15. Februar 1983 in Liestal) ist ein ehemaliger Schweizer Fussballspieler. Er war wie sein Zwillingsbruder David Mitglied der Schweizer Nationalmannschaft.

## Karriere

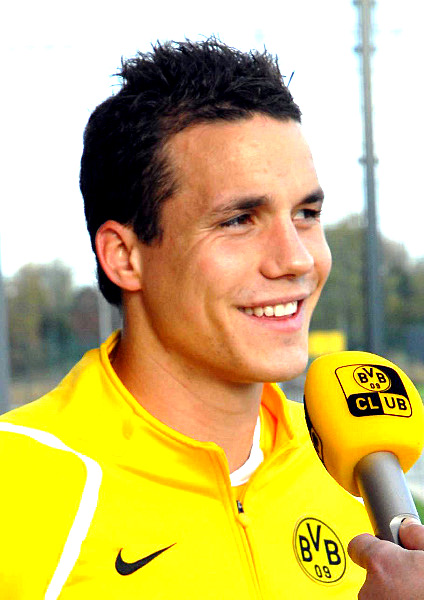
Philipp Degen bei Borussia Dortmund

### Vereine
Philipp Degen begann seine Profikarriere in der Schweiz beim FC Basel. Dort absolvierte er 82 Ligaspiele und erzielte dabei vier Tore.

#### Borussia Dortmund
Zur Saison 2005/06 wechselte Degen ablösefrei vom FC Basel zu Borussia Dortmund in die deutsche 1. Bundesliga. In Dortmund stand er für drei Jahre unter Vertrag. Dabei erzielte er in 68 Bundesligaspielen ein Tor – am letzten Spieltag der Saison 2005/06 gegen den FC Bayern München zum 3:2-Anschluss.

#### FC Liverpool
Zur Spielzeit 2008/09 wechselte er in die englische Premier League zum FC Liverpool, wo er ebenfalls einen Vertrag über drei Jahre unterschrieb. In dieser Zeit war er der bestverdienende Schweizer Fussballer.

#### VfB Stuttgart
Am 8. August 2010 wechselte Degen bis zum Ende der Saison 2010/11 auf Leihbasis zurück in die Bundesliga zum VfB Stuttgart. Einen Stammplatz konnte sich Degen nicht erspielen. Ende August 2011 wurde der Vertrag mit dem FC Liverpool im gegenseitigen Einvernehmen aufgelöst.

#### FC Basel
Nachdem Degen im Herbst 2011 ein Aufbautraining bei seinem Stammclub FC Basel absolviert hatte, unterzeichnete er am 11. November 2011 mit dem Schweizer Meister einen bis Ende Saison 2011/12 gültigen Vertrag mit der Option einer Verlängerung um ein Jahr. Zum Saisonschluss 2011/12 gewann er den Meistertitel und mit dem Cupsieg im selben Jahr das Double. In der Saison 2012/13 wurde er mit dem FC Basel erneut Schweizer Meister. Während der Saison hatte Degen insgesamt 49 Einsätze (vier Tore, drei Vorlagen und elf gelbe Karten).
Die Spielzeit 2013/14 war für Basel erfolgreich. Das Team beendete die Fussballmeisterschaft 2013/14 als Schweizer Meister und stand erneut im Final des Schweizer Cups, der gegen den FC Zürich nach Verlängerung verloren ging. Die Champions-League-Saison des FC Basel endete nach der Gruppenphase, in der Europa League avancierte er bis in die Viertelfinals.
Unter Trainer Murat Yakin hatte Degen insgesamt 44 Einsätze, davon 20 in der Super League, fünf im Cup, vier in der Champions- und fünf in der Europa League sowie in allen zehn Testspielen. Er schoss dabei vier Tore und wurde zum fünften Mal Schweizer Meister.
Für den FC Basel war die Spielzeit 2014/15 ebenfalls erfolgreich. Der FCB beendete die Fussballmeisterschaft 2014/15 zum 18. Mal als Schweizer Meister (zum 6. Mal in Folge) mit 12 Punkten Vorsprung auf den zweitplatzierten BSC Young Boys und 25 Punkten Vorsprung auf den drittplatzierten FC Zürich. Basel stand erneut im Final des Schweizer Cups, der gegen den FC Sion 0:3 verloren wurde. In der Champions-League-Saison 2014/15 avancierte der FC Basel bis in die Achtelfinals. Während der Spielzeit 2014/15 bestritt der FCB insgesamt 65 Partien (36 Meisterschaft, 6 Cup, 8 Champions League und 15 Testspiele). Degen hatte unter Trainer Paulo Sousa insgesamt 33 Einsätze, davon 18 in der Super League, 2 im Cup, 1 in der Champions League sowie 12 in Testspielen.
Unter Trainer Urs Fischer gewann Degen am Ende der Schweizer Fussballmeisterschaft 2015/16 den Schweizer Meistertitel mit dem FCB zum 8. Mal, zum 5. Mal in Folge. Für den Club war es der 7. Titel in Serie und insgesamt der 19. Titel in der Vereinsgeschichte. Am letzten Spieltag der Saison gab Degen sein Karriereende auf 2015/16 aufgrund einer langwierigen Schulterverletzung bekannt.

### Nationalmannschaft
In den Jahren 2005 bis 2009 gehörte Degen zum Kader der Schweizer Nationalmannschaft. Sein Debüt gab er am 9. Februar 2005 gegen die Vereinigten Arabischen Emirate. Mit seinem Zwillingsbruder, dem Mittelfeldspieler David Degen, spielte er für das Nationalteam die WM 2006 in Deutschland, bei der die Schweizer im Achtelfinal mit 0:3 nach Elfmeterschiessen gegen die Ukraine ausschieden. Er gehörte zu der Abwehr, die in allen vier Spielen kein Tor erhalten hatte.
Bei der EM 2008 in Österreich und der Schweiz stand er erneut im Aufgebot der Schweiz, kam allerdings in keinem Spiel zum Einsatz.

## Titel und Erfolge
FC Basel
- Schweizer Meister: 2002, 2004, 2005, 2012, 2013, 2014, 2015, 2016
- Schweizer Cupsieger: 2003, 2012